# David Alroy
David Alroy (en árabe: داود ابن الروحي‎, en hebreo: דָּוִד אַלְרוֹאִי‎; Amadia, Dahuk, c. 1160-Bagdad?), uno de los pseudomesías judíos más conocidos de la Edad Media. Judío de origen kurdo, nació en la antigua Persia, y murió en Bagdad probablemente.

## Datos biográficos
En su historia resulta difícil separar las fuentes legendarias de las evidencias históricas.
En todo caso, en su juventud fue un gran estudioso de la Torá y la Biblia, así como de la literatura musulmana.
Se reclamaba a sí mismo como descendiente directo del Rey David y asumió el nombre mesiánico de Menahem (el enviado). Durante la Segunda Cruzada, aprovechando la debilidad del califato acosado por los cristianos, hizo un llamamiento a los judíos de Persia para marchar sobre Jerusalén, arrebatarle la ciudad santa a los infieles e instaurar allí un reino judío. Él mismo se consideraba llamado por Dios a encabezar el movimiento y ser nombrado rey de Israel. Su llamada se difundió por el país y, gracias también a su popularidad y a la fama de sus dotes adivinadoras y para la magia, se le unieron numerosos seguidores. Ante la amenaza que suponía la revuelta, David Alroy fue encarcelado por el Califa abasí Al-Mustadi. Sin embargo a los pocos días logró escapar y encabezó una rebelión cuya primera acción fue intentar conquistar su ciudad natal, situada en una estratégica montaña entre las actuales Turquía e Irak. Parece ser que el gobernador de Amadia sobornó a algunos de los suyos —entre ellos su suegro— para que lo traicionaran. Según la versión más extendida fue finalmente decapitado en presencia del propio Califa.

## Seguidores
Su memoria dio origen a la secta de los Menahemitas, que existió durante mucho tiempo honrando la memoria del "mesías de Amadia".
El relato de su historia se difundió en occidente gracias a los escritos de Benjamín de Tudela.
Ya en el siglo XIX el primer ministro británico, Benjamin Disraeli, noveló su historia en la obra "The Wondrous Tale of Alroy", publicada en 1833.